# Mont Humboldt
Der Mont Humboldt (deutsch „Berg Humboldt“), benannt nach Alexander von Humboldt, ist mit einer Höhe von 1618 m nach dem Mont Panié der zweithöchste Berg Neukaledoniens. Er liegt im Massif du Humboldt, dem größten Gebirgsmassiv der Insel. 
Die höheren Gebiete des Berges sind seit 1950 ein Naturschutzgebiet (Réserve spéciale botanique du Mont Humboldt). Darin befinden sich über 400 verschiedene Pflanzenarten, von denen 83 % endemisch sind. Die Flora wird von der sehr charakteristischen Araucaria humboldtensis beherrscht. Des Weiteren beherbergt das Reservat etwa 20 endemische Vogelarten.
Etwa einen Kilometer westlich des Gipfels befindet sich die Schutzhütte Refuge du Mont Humboldt (⊙). Die gemauerte Hütte bietet 8 Schlafplätze und ist nicht bewirtschaftet. Von der Hütte ist es noch etwa eine Stunde auf den Gipfel.